# Diversidade específica
Diversidade de espécies é o número de diferentes espécies que estão representadas numa dada comunidade (um conjuntos de dados). O número efectivo de espécies refere-se ao número de espécies igualmente abundantes necessárias para obter a mesma média proporcional de abundância de espécies como as observadas no conjunto do dados de interesse (onde todas as espécies podem não ser todas igualmente abundantes).
A diversidade de espécies consiste em dois componentes: riqueza específica e equitatividade. A riqueza de espécies é uma simples contabilização de espécies enquanto que a equitatividade quantifica quão iguais as abundâncias das espécies são.